# Xã Lone Star, Quận Tripp, Nam Dakota
Xã Lone Star (tiếng Anh: Lone Star Township) là một xã thuộc quận Tripp, tiểu bang Nam Dakota, Hoa Kỳ. Năm 2010, dân số của xã này là 28 người.